# Liebegast
Liebegast (obersorbisch Lubhozdźⓘ) ist ein Dorf im Landkreis Bautzen in Sachsen. Es zählt zur Oberlausitz und ist seit dem 1. Januar 1994 ein Ortsteil der Gemeinde Oßling.

## Lage
Das oberlausitzische Dorf Liebegast liegt innerhalb des Oberlausitzer Heide- und Teichgebietes südlich des Dubringer Moores. Die nächstgelegenen größeren Städte Hoyerswerda und Kamenz sind neun beziehungsweise zwölf Kilometer von Liebegast entfernt. Nachbarorte sind Dubring im Norden, Saalau im Osten, Sollschwitz und Trado im Süden, Skaska im Südwesten, Oßling im Westen und Scheckthal im Nordwesten.
Liebegast liegt an der Kreisstraße 9223 nach Ralbitz-Rosenthal und einen Kilometer südlich der Staatsstraße 95 zwischen Bernsdorf und Wittichenau. Der Ort ist durch die Buslinien 153 und 184 an den öffentlichen Personennahverkehr angeschlossen.

## Geschichte
Liebegast, damals ein Bauerndorf, wurde 1419 als Lubegast erstmals urkundlich erwähnt. Der Ortsname ist von dem Personennamen Lubogost,
dem Namen des vermeintlichen Ortsgründers, abgeleitet. Die Bewohner von Liebegast waren den örtlichen Gutsherren abgabepflichtig. Bereits 1625 wurde Liebegast erstmals mit dem Namen in der heutigen Schreibweise erwähnt. Im Jahr 1777 wird der Ort als Vorwerk des Rittergutes Skaska bezeichnet.
Am 1. Juli 1950 wurde Liebegast nach Sollschwitz eingemeindet. Die Gemeinde Sollschwitz wurde am 1. Januar 1994 im Zuge einer Gemeindegebietsreform aufgelöst, dabei wurde Sollschwitz nach Wittichenau eingemeindet und Liebegast wechselte in die Gemeinde Oßling.

## Bevölkerung und Sprache
Die Bevölkerung von Liebegast setzte sich im Jahr 1777 aus zwei besessenen Mann sowie sieben Gärtner- und einer Häuslerfamilie zusammen. Ein Gehöft lag wüst. 1825 hatte der Ort 91 Einwohner, diese Zahl stieg bis 1885 auf 119 Einwohner an. In den folgenden Jahren sank die Einwohnerzahl wieder auf 105 im Jahr 1905 ab, bis 1925 stieg die Zahl jedoch wieder auf 129 Einwohner. Nach dem Ende des Zweiten Weltkrieges stieg die Bevölkerungszahl bedingt durch Flüchtlinge aus den deutschen Ostgebieten auf 165 an, seitdem sinkt die Zahl kontinuierlich. Der größte Teil der Einwohner von Liebegast sind evangelisch-lutherischer Konfession.
Ursprünglich gehörte Liebegast zum obersorbischen Sprachgebiet. In der Statistik über die sorbische Bevölkerung in der Lausitz ermittelte Arnošt Muka im Jahr 1884 eine Einwohnerzahl von 99, von diesen waren 92 Sorben (92 %). Der Gebrauch des Sorbischen in der Alltagssprache ist bis heute beinahe völlig verschwunden. 